# Повернення вікінга
«Повернення вікінга» (угор. A Viking visszatér) — перша книга науково-фантастичної трилогії Петера Жолдоша. У романі досліджується людську природу та суспільство різних історичних епох.

## Сюжет
Сюжет роману — міжпланетна робінзонада. Головний герой — Грегор Ман — вирушає до зірки Тау Кита як учасник геологічної експедиції. Їх космічний корабель отримує ушкодження в зоні уламків навколо зірки, внаслідок чого з вини свого комп’ютера замість того, щоб повернутися назад вони приземляються на одній з дуже схожих на Землю планет зірки.
Вони змушені на тривалий період часу оселитися на планеті, до поки не будуть виправлені несправності їх десантного блоку, а головний герой за невдалим збігом обставин відривається від інших. Він довго блукає по пустелі, де знаходить супутника в особі доісторичної людини кам’яного віку Ного. Вони мігрують разом із Ного на деякий час, а потім їх поселяє плем’я Ного, але пізніше також змушені втекти звідти.
Вони проходять через багато негараздів, перш ніж їм вдається дістатися до космічного корабля «Вікінг». Тим часом письменник подає картину того, яким могло бути життя доісторичних людей, через пригоди людини, яка виросла в майбутньому, утопічному суспільстві порівняно з нами.
Однак на пошуку космічного корабля біда не закінчується. Тут вони вже опиняються в античному суспільстві, в місті-державі доби бронзи. Наші герої повинні зрозуміти мислення стародавньої людини, щоб досягти своєї мети під час ремонту космічного корабля.

## Видання
Різні видання книги:
- Zsoldos Péter: A Viking visszatér, Budapest, 1963, Móra Ferenc Könyvkiadó, IF 114-c-6365
- Zsoldos Péter: A Viking visszatér, Budapest, 1973, Kozmosz könyvek, IF 1724-e-7375, második kiadás.
- Zsoldos Péter: A Viking visszatér, Budapest, 1999, Scolar Kiadó, harmadik kiadás, ISBN (978) 963-9193-06-2
- Zsoldos Péter: A Viking visszatér, Budapest, 2017, Metropolis Media, Budapest, 2017, ISBN 9786155628207